# Alfredo Retortillo
José Alfredo Retortillo Paniagua (Zürich, 1965) es un politólogo y político español. Es uno de los impulsores del Euskobarómetro de la UPV. 

## Biografía
Licenciado en Ciencias Políticas por la Universidad de Deusto, comienza a trabajar como profesor en la Universidad del País Vasco en el año 1995. En 1995 crea junto con el profesor Francisco Llera el Euskobarometro, instrumento de investigaciones sociológicas de la Universidad del País Vasco. Comentarista habitual de las noches electorales en Euskal Telebista, Retortillo fue nombrado consejero del Gobierno vasco tras el acuerdo entre el PNV y el PSE-EE para la XI legislatura.
Tras las elecciones al Parlamento Vasco de 2016 entró a formar parte del segundo gobierno del lendakari Iñigo Urkullu como consejero de Turismo, Comercio y Consumo del Gobierno vasco. Cesó del cargo el 28 de febrero de 2019 para liderar la lista del PSE-EE al ayuntamiento de Baracaldo en las elecciones municipales

## Carrera profesional
Estos son algunos de los puestos que ha ocupado José Alfredo Retortillo Paniagua a lo largo de su carrera:
- Técnico investigador en DATLAN, S.A desde  1989
- En 1991 pasa a trabajar como técnico investigador en Sociólogos Consultores, S.L.
- En 1995 se incorpora a la docencia en el Departamento de Ciencia Política de la Universidad del País Vasco (UPV/EHU)
- Junto a los profesores Francisco J. Llera (director) y José Manuel Mata, pone en marcha el Euskobarómetro, un sondeo periódico de la opinión pública vasca.
- Entre 2004 y 2010 fue Vicedecano de la Facultad de Ciencias Sociales y de la Comunicación
- Es miembro del Programa de Investigación sobre Acción Política, reconocido como Grupo Consolidado de Alto Rendimiento por el Gobierno Vasco.
- Colaborador  como analista político en prensa escrita, radio y televisión. Ha participado en las noches electorales de ETB desde 1999.